# Dominik Jokiel
Dominik Jan Maria Jokiel (ur. 29 maja 1978 w Poznaniu, zm. 18 maja 2022 tamże) – polski gitarzysta metalowy.

## Życiorys
W latach 1996–2004 był współzałożycielem i członkiem zespołu Aion (w składzie był także jego brat Daniel, także gitarzysta). Wraz z grupą uzyskał nominację do nagrody polskiego przemysłu fonograficznego Fryderyka. W 2001 dołączył do zespołu Turbo. Wraz z nim nagrał trzy albumy studyjne: Tożsamość (2004), Strażnik Światła (2009) oraz Piąty żywioł (2013). W 2014 opuścił skład tej formacji. Był członkiem Akademii Fonograficznej ZPAV.
Zmarł po długiej chorobie 18 maja 2022 w Poznaniu w wieku 43 lat. Został pochowany na cmentarzu Miłostowo w Poznaniu.

## Dyskografia
Źródło.
Aion
- Midian (1996, Morbid Noizz Productions)
- Noia (1998, Morbid Noizz Productions)
- Reconciliation (2000, Metal Mind Productions)
- Symbol (2001, Metal Mind Productions)
- One of 5 (2004, Metal Mind Productions)

Turbo
- Tożsamość (2004, Metal Mind Productions)
- The History 1980–2005 (2006, DVD, Metal Mind Productions)
- Strażnik Światła (2009, Metal Mind Productions)
- Piąty żywioł (2013, Metal Mind Productions)

## Nagrody i wyróżnienia
| Fryderyki | Fryderyki                | Fryderyki                 | Fryderyki | Fryderyki |
| Rok       | Album                    | Kategoria                 | Nota      |           |
| --------- | ------------------------ | ------------------------- | --------- | --------- |
| 1998      | Aion – Noia              | Album roku - hard & heavy | Nominacja |           |
| 2010      | Turbo – Strażnik Światła | album roku metal          | Nominacja |           |